# Сен-Жульєн-ла-Ветр
Сен-Жульє́н-ла-Ветр (фр. Saint-Julien-la-Vêtre) — колишній муніципалітет у Франції, у регіоні Овернь-Рона-Альпи, департамент Луара. Населення — 367 осіб (2011).
Муніципалітет був розташований на відстані близько 360 км на південь від Парижа, 80 км на захід від Ліона, 65 км на північний захід від Сент-Етьєна.

## Історія
До 2015 року муніципалітет перебував у складі регіону Рона-Альпи. Від 1 січня 2016 року належав до нового об'єднаного регіону Овернь-Рона-Альпи.
1 січня 2019 року Сен-Жульєн-ла-Ветр і Сен-Тюрен було об'єднано в новий муніципалітет Ветр-сюр-Анзон.

## Демографія
Динаміка населення (INSEE ):
Розподіл населення за віком та статтю (2006):
| Стать | Всього | До 15 років | 15-24 | 25-44 | 45-64 | 65-85 | Понад 85 |
| --- | ------ | ----------- | ----- | ----- | ----- | ----- | -------- |
| Чоловіки | 184    | 28          | 28    | 44    | 64    | 20    | 0        |
| Жінки | 224    | 28          | 24    | 40    | 92    | 24    | 16       |
| \| Статево-вікова піраміда \| Статево-вікова піраміда \| Статево-вікова піраміда \| \| ----------------------- \| ----------------------- \| ----------------------- \| \| Чоловіки \| Вік \| Жінки \| \| 0 \| 85 + \| 16 \| \| 0 \| 80-84 \| 8 \| \| 4 \| 75-79 \| 12 \| \| 12 \| 70-74 \| 0 \| \| 4 \| 65-69 \| 4 \| \| 20 \| 60-64 \| 28 \| \| 12 \| 55-59 \| 32 \| \| 16 \| 50-54 \| 0 \| \| 16 \| 45-49 \| 32 \| \| 12 \| 40-44 \| 4 \| \| 4 \| 35-39 \| 0 \| \| 20 \| 30-34 \| 20 \| \| 8 \| 25-29 \| 16 \| \| 12 \| 20-24 \| 8 \| \| 16 \| 15-20 \| 16 \| \| 0 \| 10-14 \| 8 \| \| 8 \| 5-9 \| 12 \| \| 20 \| 0-4 \| 8 \| |        |             |       |       |       |       |          |
| Статево-вікова піраміда |        |             |       |       |       |       |          |
| Чоловіки | Вік    | Жінки       |       |       |       |       |          |
| 0 | 85 +   | 16          |       |       |       |       |          |
| 0 | 80-84  | 8           |       |       |       |       |          |
| 4 | 75-79  | 12          |       |       |       |       |          |
| 12 | 70-74  | 0           |       |       |       |       |          |
| 4 | 65-69  | 4           |       |       |       |       |          |
| 20 | 60-64  | 28          |       |       |       |       |          |
| 12 | 55-59  | 32          |       |       |       |       |          |
| 16 | 50-54  | 0           |       |       |       |       |          |
| 16 | 45-49  | 32          |       |       |       |       |          |
| 12 | 40-44  | 4           |       |       |       |       |          |
| 4 | 35-39  | 0           |       |       |       |       |          |
| 20 | 30-34  | 20          |       |       |       |       |          |
| 8 | 25-29  | 16          |       |       |       |       |          |
| 12 | 20-24  | 8           |       |       |       |       |          |
| 16 | 15-20  | 16          |       |       |       |       |          |
| 0 | 10-14  | 8           |       |       |       |       |          |
| 8 | 5-9    | 12          |       |       |       |       |          |
| 20 | 0-4    | 8           |       |       |       |       |          |

## Економіка
2010 року серед 243 осіб працездатного віку (15—64 років) 167 були активними, 76 — неактивними (показник активності 68,7%, у 1999 році було 72,3%). З 167 активних мешканців працювало 146 осіб (78 чоловіків та 68 жінок), безробітними було 21 (9 чоловіків та 12 жінок). Серед 76 неактивних 12 осіб було учнями чи студентами, 44 — пенсіонерами, 20 були неактивними з інших причин.

У 2010 році в муніципалітеті числилось 172 оподатковані домогосподарства, у яких проживали 363,0 особи, медіана доходів виносила 15 853 євро на одного особоспоживача